# Araweté
Gli Araweté (o anche Bïde) sono un gruppo etnico del Brasile che ha una popolazione stimata in circa 398 individui (2010). Parlano la lingua Arawete (codice ISO 639: AWT) e sono principalmente di fede animista.
Vivono nello stato brasiliano di Pará, in un unico villaggio, sulle rive del fiume Igarapé Ipixuna, affluente destro del fiume Xingu. Precedentemente erano stanziati presso il fiume Bacajá. Intorno al villaggio ci sono ampie aree di foreste di liane, con una folta vegetazione. La terra è ricca di affioramenti granitici coperti da cactus, bromeliacee e piante secolari.
Gli Araweté sostengono di essere originari del centro della Terra e di vivere ora "ai margini della Terra" a causa di continue migrazioni passate e di fughe da nemici molto potenti. Si ritiene che abbiano vissuto per molti secoli nella folta foresta amazzonica in una zona compresa tra i fiumi Xingu e Tocantins. In un primo censimento del Funai del 1977 il numero totale della popolazione si assestava su soli 120 individui. Si ritiene che in quel periodo molti Araweté furono sterminati a causa di attacchi di gruppi nemici come i Parakanã e di malattie importate dai colonizzatori bianchi.